# Oleksandr Karavaev
Oleksandr Karavaev (Jersón, 2 de junio de 1992) es un futbolista ucraniano que juega de centrocampista en el F. C. Dinamo de Kiev de la Liga Premier de Ucrania.

## Selección nacional
Karavaev fue internacional sub-17, sub-18, sub-19, sub-20 y sub-21 con la selección de fútbol de Ucrania antes de convertirse en internacional absoluto en 2015.
Su primer gol con la selección lo hizo el 27 de marzo de 2018 en un amistoso frente a la selección de fútbol de Japón.

## Clubes
| Club                         | País    | Año       |
| ---------------------------- | ------- | --------- |
| F. K. Shakhtar Donetsk       | Ucrania | 2009-2017 |
| F. C. Sevastopol (cedido)    | Ucrania | 2012-2014 |
| F. C. Zorya Luhansk (cedido) | Ucrania | 2014-2016 |
| Fenerbahçe S. K. (cedido)    | Turquía | 2017      |
| F. C. Zorya Luhansk          | Ucrania | 2017-2019 |
| F. C. Dinamo de Kiev         | Ucrania | 2019-act. |

## Palmarés

### Títulos nacionales
| Título                  | Club                 | País    | Año  |
| ----------------------- | -------------------- | ------- | ---- |
| Supercopa de Ucrania    | F. C. Dinamo de Kiev | Ucrania | 2019 |
| Copa de Ucrania         | F. C. Dinamo de Kiev | Ucrania | 2020 |
| Supercopa de Ucrania    | F. C. Dinamo de Kiev | Ucrania | 2020 |
| Liga Premier de Ucrania | F. C. Dinamo de Kiev | Ucrania | 2021 |
| Copa de Ucrania         | F. C. Dinamo de Kiev | Ucrania | 2021 |
| Liga Premier de Ucrania | F. C. Dinamo de Kiev | Ucrania | 2025 |